# إبراهيم ابن القباقبي
بُرهان الدين إبراهيم بن محمد بن خليل بن أبي بكر بن محمد أبو المعالي بن الشمس المقدسي الشافعي (المتوفى بعد سنة 901 هـ) هو رياضياتي وفقيه مسلم، وكان من أعيان القدس وأبوه المعروف بابن القباقبي (المتوفى بعد سنة 847 هـ). اشتغل وتصدَّر للإفتاء والتدريس وصنَّف «شرح جمع الجوامع» في أصول الفقه و«شرح ألفية ابن مالك» في النحو و«شرح التقريب» في أصول الحديث و«شرح القواعد المنظومة» لابن الهائم و«الأسئلة في البسملة» و«العقد المنضد» وشرحه و«نظم الإرشاد» في الفقه و«ألفية المعاني والبيان» وشرحها. ذكره صاحب «أنس الجليل».

## أساتذته
قرأ على الزين أبي الجود ماهر بن عبد الله بن نجم البلقسي (774 هـ – 866 هـ) وأخذ الفقه عن علم الدين البلقيني (791-868هـ)، والأصول عن جلال الدين المحلي (791 هـ - 864 هـ)، والقراءت عن أبيه.

## كتب
- .شرح جمع الجوامع للسبكي.[4]
- شرح ألفية ابن مالك
- شرح التقريب والتيسير لمعرفة سنن البشير النذير في أصول الحديث لأبو زكريا محيي الدين يحيى بن شرف النووي
- شرح القواعد المنظومة لابن الهائم
- الأسئلة في البسملة
- العقد المنضد في شروط جمل المطلق في الحديث
- نظم الإرشاد لشرف الدين المقري
- ألفية المعاني والبيان
- عمدة الطلاب في علم الحساب

## وصلات خارجية
- كتاب عمدة الطلاب في علم الحساب